# 銀河少女ゼノン
『銀河少女ゼノン』（Zenon: Z3) は、2004年にアメリカで放送されたテレビ映画。

## キャスト
| キャラクター       | 俳優                   | 日本語吹替 |
| ------------------ | ---------------------- | ---------- |
| ゼノン・カー       | キルステン・ストームズ | 本名陽子   |
| ターシャ・プランク | アリソン・モーガン     | 大前茜     |
| セージ・ボレアリス | ベン・イースター       | 井上剛     |
| プロト・ゾア       | フィリップ・ライズ     | 森川智之   |
| パット・ナンバー   | デイモン・ベリー       | 井上倫宏   |
| セリーナ           | キャロル・レイノルズ   | 津々見沙月 |

- その他の声の吹き替え：仲野裕、寺内よりえ、日野聡、伊藤亜矢子、木藤聡子、中山依里子、星野貴紀、鈴木貴征、大久保利洋

## 日本語版製作スタッフ
- 演出 - 安江誠
- 翻訳 - 日笠千晶
- 録音制作 - グロービジョン
- 日本語版制作 - Disney Character Voices International, Inc.